# Stylidium applanatum
Stylidium applanatum este o specie de plante dicotiledonate din genul Stylidium, familia Stylidiaceae, ordinul Asterales, descrisă de Wege. Conform Catalogue of Life specia Stylidium applanatum nu are subspecii cunoscute.